# Chó ngao Tây Tạng
Chó ngao Tây Tạng hay còn gọi là Ngao Tạng, tên tiếng Anh là Tibetan Mastiff, là một giống chó Ngao được người Tây Tạng nuôi và huấn luyện để bảo vệ gia súc và bảo vệ cuộc sống của những người dân bản địa trên vùng núi Himalaya khỏi những con thú hoang như chó sói, hổ, gấu và để canh gác các tu viện ở Tây Tạng. Chúng có tính cách như trung thành, lỳ lợm, đặc biệt chỉ nghe lời một chủ. Chó ngao Tây Tạng được cho là Chúa tể của thảo nguyên và được mô tả là To hơn chó sói, mạnh hơn báo hoa và nhanh hơn hươu nai. Có khả năng chó ngao Tây Tạng là tổ tiên của một số giống chó ngao ngày nay.

## Phát hiện
Loài chó Tây Tạng được tình cờ phát hiện bởi hai nhà thám hiểm người Ý tại ngôi làng Jhangihe, toạ lạc ở độ cao rất lớn so với mực nước biển giữa khu tự trị Tây Tạng. Trong thế kỷ 15, sau khi thám hiểm vùng núi Himalaya, các nhà thám hiểm thường mang chó ngao Tây Tạng về nước như là món quà quý cho Hoàng gia. Năm 1820, vua Anh Quốc là George IV được tặng một con; 14 năm sau, vua William IV được tặng một cặp khác; tiếp đến năm 1847, một con chó ngao Tây Tạng cũng được gửi tặng cho Nữ hoàng Victoria của Anh….

## Hình dáng
Chó ngao Tây Tạng có kích thước khá đồ sộ. Cao ít nhất 70 cm đối với chó đực. Nặng khoảng từ 15–30 kg. Lông: Với bộ lông 2 lớp, lớp lông ngoài mềm và dài còn lớp lông trong bông như len. nó có thể thích nghi với mọi thời tiết khắc nghiệt nhất. Chó ngao Tây Tạng có phần lông ở cổ đặc trưng trông như bờm sư tử. Màu: đen, đen -nâu, đen -vàng, xám hoặc vàng. Đuôi: luôn cuộn cao trên lưng. Đầu: phẳng, không có nếp nhăn. Hình thế cân đối và oai vệ.
Tấn công lì lợm, trung thành, đặc biệt chỉ nghe chủ, chỉ trung thành tuyệt đối với 1 chủ nhân duy nhất. Chó ngao Tây Tạng cũng trưởng thành rất chậm. Con cái từ 3-4 năm mới bắt đầu chu kì sinh sản, còn con đực cũng từ 3-5 năm mới phát dục và có khả năng giao phối. Các nhà khoa học cho rằng đây chính là giống chó săn tinh khôn nhất hiện nay, từng bị giới động vật học hiện đại cho là đã tuyệt chủng. Loài chó này đã hiện hữu cách đây 5000 năm và được xem như là giống chó có bộ Gen cổ xưa nhất trên thế giới hiện nay.
Chó Ngao Tây Tạng được giới nuôi chó ưa thích.